# Yannick Kakoko
Yannick Sambea Kakoko (Saarbrücken, 26 gennaio 1990) è un allenatore di calcio ed ex calciatore tedesco di origini congolesi, di ruolo centrocampista, tecnico del RU Luxembourg.

## Biografia
È il figlio di Etepe Kakoko, a sua volta calciatore.

## Palmarès

### Club

#### Competizioni nazionali
- Coppa di Polonia: 1

Arka Gdynia: 2016-2017
- Supercoppa di Polonia: 1

Arka Gdynia: 2017
- Campionato lussemburghese: 1

F91 Dudelange: 2018-2019
- Coppa del Lussemburgo: 1

F91 Dudelange: 2018-2019